# Sidokare (Rejoso)
Sidokare is een bestuurslaag in het regentschap Nganjuk van de provincie Oost-Java, Indonesië. Sidokare telt 3134 inwoners (volkstelling 2010).